# Wenzl Jungbauer
Wenzl Jungbauer (14. června 1863, Kubova Huť – 1915, Vídeň) byl prachatický průmyslník německé národnosti, starosta Prachatic.
Jungbauer se v mládí vyučil soustružníkem a nedlouho po studiích odešel pracovat do Vídně. Tam ale zůstal jen nedlouhou dobu; v roce 1882 nechal založit menší podnik v Horní Vltavici, kde vyráběl dřevěné součástky k elektrickým zařízením. O několik let později nechal celý svůj podnik přesunout do Prachatic, které byly podstatně vhodnějším místem pro průmyslový provoz – byla sem zavedena železnice a sídlo bylo větší a lépe dostupné. Kromě továrny, která vznikla na pozemku původní valchy, zde nechal také postavit obytný komplex pro dělníky a koupaliště. Sám se oženil s ženou vídeňského továrníka.
V roce 1907 byl Jungbauer zvolen starostou Prachatic, úřad zastával až do roku 1912. Továrnu později prodal a po skončení svého mandátu se odstěhoval zpět do Vídně, kde během první světové války zemřel.